# 1289

## Události
- někdy po 10. lednu zatčení Záviše z Falkenštejna
- 11. června – bitva u Campaldina

## Narození
- 4. října – Ludvík X. Francouzský, francouzský král († 1316)
- 6. října
  - Anežka Přemyslovna, dcera českého krále Václava II., dvojče krále Václava III. († 1296)
  - Václav III., uherský, český a polský král († 1306)
- ? – Eleonora z Anjou, sicilská královna († 9. srpna 1341)
- ? – Fridrich I. Sličný, císař Svaté říše římské († 13. leden 1330)
- ? – Alžběta z Burgh, manželka krále Roberta I. Skotského († 27. října 1327)
- ? – Huyền Trân, vietnamská královna z dynastie Tran († 1340)

## Úmrtí
- Přemysl Stínavský, kníže stínavský, šprotavský a zaháňský z rozrodu slezských Piastovců (* ?)

## Hlava státu
- České království – Václav II.
- Svatá říše římská – Rudolf I. Habsburský
- Papež – Mikuláš IV.
- Anglické království – Eduard I.
- Francouzské království – Filip IV. Sličný
- Polské knížectví – Jindřich IV. Probus
- Uherské království – Ladislav IV. Kumán
- Kastilské království – Sancho IV. Kastilský
- Byzantská říše – Andronikos II. Palaiologos
- Osmanská říše – Osman I.